# Tenthredo fagi
Tenthredo fagi är en stekelart som beskrevs av Georg Wolfgang Franz Panzer 1798. Tenthredo fagi ingår i släktet Tenthredo, och familjen bladsteklar. Enligt den finländska rödlistan är arten starkt hotad i Finland. Arten är reproducerande i Sverige. Artens livsmiljö är lundskogar.